# Орао (сазвежђе)
Орао (лат. Aquila) је једно од 88 савремених и 48 оригиналних Птоломејевих сазвежђа. По грчкој митологији, у рату богова и титана, орао је носио Зевсове муње. Након победе над титанима, Зевс је задржао орла на небу. Поред тога, када је боговима био потребан нови пехарник, орао је послат да донесе Ганимеда на Олимп (или се, по другој верзији, сам Зевс претворио у орла и донео Ганимеда). Ганимед је пренет на небо као сазвежђе Водолија, које се граничи са Орлом.

## Звезде
Најсјајнија звезда Орла је Алтаир (алфа Орла), звезда главног низа А класе. Алтаир је магнитуде 0,77, што га чини дванаестом најсјајнијом звездом на ноћном небу Земље. Од Сунца је удаљен 16,8 светлосних година, а период ротације од само 9 сати га чини тако пљоснатим да му је пречник на половима мањи од полупречника на екватору. Алтаир, Вега (алфа Лире) и Денеб (алфа Лабуда) представљају темена Летњег троугла, познатог астеризма.
Друга звезда по магнитуди је гама Орла (Таразед), жутонаранџасти џин магнитуде 2,72. Следи зета Орла (Денеб ел окаб, „реп сокола“), магнитуде 2,99, која је заправо тројни систем. Примарна компонента је патуљак А класе са главног низа, а пратиоци су 12. магнитуде.
Бета Орла (Алшаин, „сиви соко“) је магнитуде 3,71 и налази се на 44,7 светлосних година од Земље. Има пратиоца који се налази на 13 лучних секунди.
Ета Орла (Безек, „муња“) је жути суперџин, једна од најсјајнијих цефеида видљивих голим оком.

## Објекти дубоког неба
Западно од гаме Орла се налази B143-4, тамна маглина која изгледа као део неба без звезда. У Орлу се налазе и расејана звездана јата NGC 6709 и NGC 6755, као и слаба (магнитуде 11) планетарна маглина NGC 6803.